# Призыв (журнал)
«Призыв» — еженедельный русский журнал, объединенный печатный орган группы социал-демократов и социал-революционеров. Был основан в Париже 1 октября 1915 г. В 1917 году прекратил своё существование.
Журнал вёл агитацию за ведение Первой мировой войны до окончательной победы, занимался подстрекательством конфликта между социалистами Германии и Австрии. Также редакция призывала всех русских, в том числе и социалистов, к борьбе с немцами, вела ожесточенную кампанию против большевистского журнала «Социал-Демократ» и газеты интернационалистов «Наше Слово».

## Редакционная коллегия
- Н. Авксентьев
- Г. А. Алексинский[1],
- Аргунов, Бунаков, Воронов, Любимов
- Г. Плеханов.